# Synagogue de Limbourg-sur-la-Lahn (1903-1938)

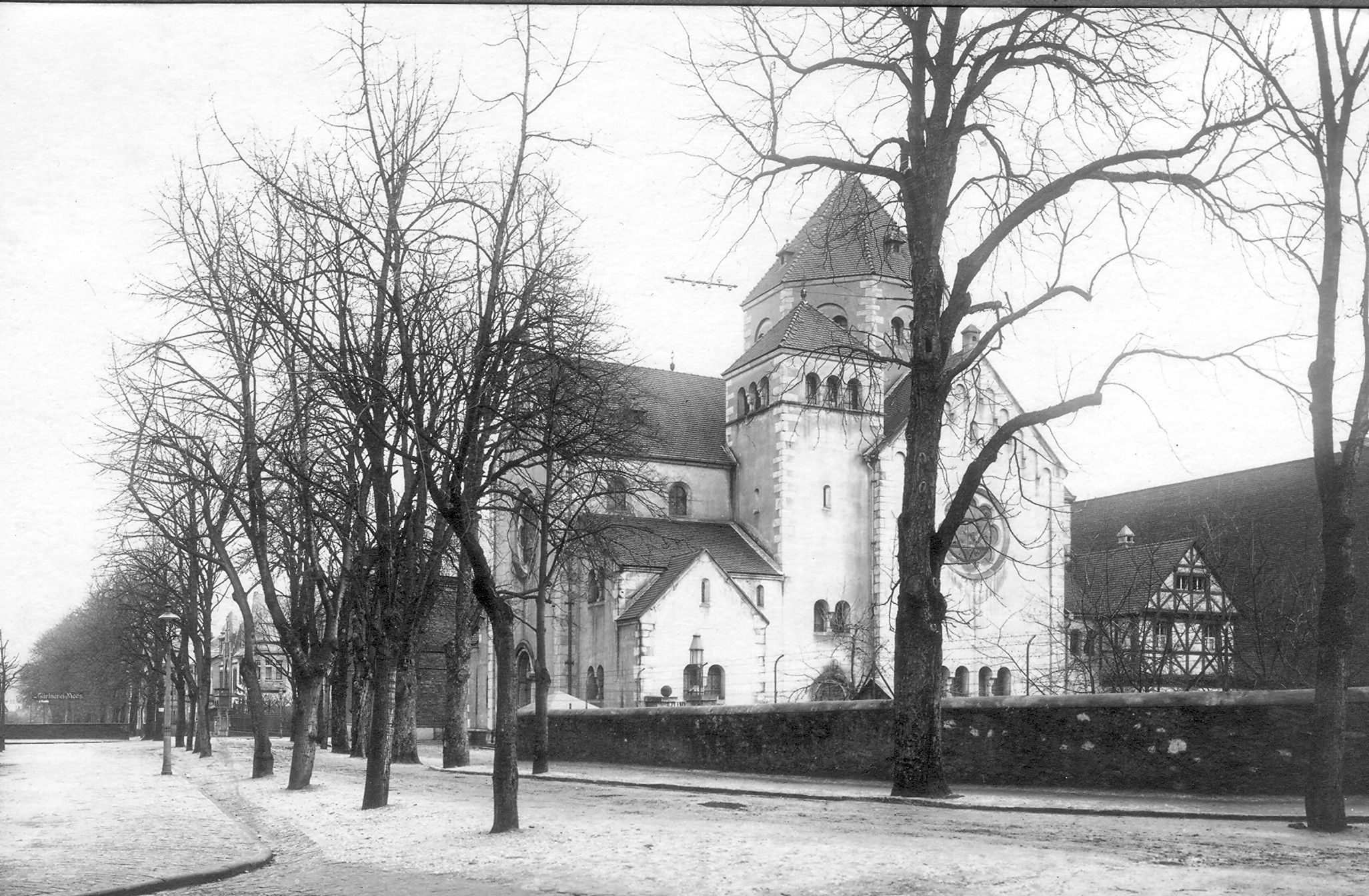
La synagogue vers 1910

La synagogue de Limbourg-sur-la-Lahn située au 27 Untere Schiede, a été construite en 1903 et comme la majorité des synagogues en Allemagne, elle sera détruite par les nazis en 1938.
Limburg an der Lahn est le chef-lieu de l'arrondissement de Limburg-Weilburg, dans le Land  de Hesse. Située à environ 40 km à l'est de Coblence et à 60 km au nord-ouest de Francfort-sur-le-Main, elle compte actuellement environ 33 600 habitants.

## Histoire de la communauté juive

### La communauté au Moyen Âge
Une communauté juive existe au Moyen Âge à Limburg. En 1278, il est fait mention d'un Abraham von Limburg. Au cours des décennies suivantes, les Juifs sont autorisés à séjourner à Limburg, moyennant le paiement d'une somme, maintes fois contestée, du roi au comte de Limburg et à d'autres seigneurs.
Les familles juives vivent principalement dans la Querstraße entre la Barfüßergasse et la Obere Fleischgasse, ruelle qui sera dénommée la première fois en 1353 Judengasse (ruelle des Juifs) et mentionnée en 1370 sous le nom in vico judeorum. Une synagogue est signalée dès le XIIIe siècle, et plusieurs fois une maison de culte juif est citée au début du XIVe siècle près du monastère de Bethlehem ou dans la partie inférieure de la Judengasse. Un Mikvé (bain rituel) est signalé en 1334/1336 au 8 Löhrgasse ou au 3 Auf der Plötze, ainsi qu'une maison de danse près de la synagogue.
Les familles juives vivent surtout du commerce de l'argent et du prêt sur gage. Plusieurs rabbins et érudits de la communauté ont été remarqués, dont Jakob ben Uri, un parent du Rabbi Meïr de Rothenburg, qui s'est illustré comme auteur de poésie synagogales.
En 1336-1338, à la suite des émeutes antijuives d'Armleder, les Juifs sont expulsés temporairement.
Les persécutions lors de la peste noire, en 1348-1349, conduit à la disparition de la communauté juive de Limburg. Ce n'est que vers la fin du XIVe siècle que quelques individus juifs reviennent à Limburg. Avant 1418-1419, on compte cinq familles juives, sous la protection de l'archevêque de Trèves, qui vivent essentiellement du commerce de l'argent.  En 1419, tous les Juifs sont expulsés de l'ensemble de l'archevêché de Trèves.

### DuXVIesiècleà la prise de pouvoir des nazis
Fin du XVe, début du XVIe siècle, la construction du prolongement de la Barfüssergasse, entraîne la disparition de l'ancienne Judengasse.
En 1511, une famille juive est présente pour dix ans. Lors de la guerre de Trente Ans (1618-1648), plusieurs familles juives fuyant la guerre, sont autorisées à rester en ville temporairement de 1621 à 1629. En 1725, un décret réglemente la situation des Juifs vivant en ville. En 1752, six familles juives habitent à Limburg, et huit en 1765. En 1800, il y a toujours huit familles juives à Limburg. 
Dans le courant du XIXe siècle, le nombre d'habitants juifs va croitre régulièrement. En 1842, on compte 60 Juifs (repartis en 14 familles); en 1871: 106 Juifs pour une population totale de 4 794 habitants (soit 2,2 %); en 1885: 164 Juifs pour 6 485 habitants (soit 2,5 %); en 1895: 205 sur 7 528 (soit 2,7 %); en 1905: 257 sur 9 917 (soit 2,8 %) et en 1910: 281 habitants juifs répartis en 80 familles sur un total de 10 965 habitants (soit 2,6 %).
Aux XIXe et XXe siècles, les habitants juifs des villes de Staffel (5 Juifs en 1842; 6 en 1924 et 3 en 1932), Elz (4 Juifs en 1932) et Dehrn (41 Juifs en 1842; 16 en 1905; 4 en 1924 et 2 en 1932) sont rattachés à la communauté juive de Limburg.
La communauté juive possède une synagogue, une école juive, un bain rituel et un cimetière juif. L'enseignant dirige les offices religieux et est en même temps Hazzan (chantre) et Shoret (abatteur rituel. En 1843, l'enseignant est M. Hofmann, mentionné dans la liste des participants à une conférence des enseignants du rabbinat de district de Diez. De 1872 à 1915, pendant 43 ans, l'enseignant est Emmanuel Blumenthal, auquel succède Julius Isaak jusqu'en 1935, date de son départ vers la Palestine. La communauté dépend après 1843 du rabbinat de district de Diez, et plus tard de celui de (Bad) Ems.
Lors de la Première Guerre mondiale, la communauté juive de Limburg an de Lahn perd 6 de ses membres, tués au front. 
En 1929, le journal nazi Frankfurter Beobachter calomnie l'enseignant Julius Isaak en affirmant qu'il s'était planqué pendant la guerre. Après des recherches approfondies, la cour conclut que les allégations ne sont pas fondées et condamne le calomniateur récidiviste Gutterer à une peine de prison de six semaines.
Dans les années 1920, les Juifs participent activement à l'activité économique de la ville, et possèdent des commerces et des entreprises: un grand magasin, des commerces de chaussures, de confection, de cuir, une quincaillerie, une usine de pelleterie, une de savon, plusieurs bouchers, ainsi que des négociants en bétail. Il y a trois docteurs juifs ainsi que trois avocats juifs.
En 1924, 270 habitants juifs vivent à Limburg soit 2,4 % de la population totale de la ville de 11 501. La communauté possède plusieurs associations caritatives: le Israelitischer Wohltätigkeitsverein (Association de bienfaisance israélite), fondée en 1891, sous la direction de Hermann Goldschmidt, avec 70/72 membres, et chargée de l'aide aux malades et aux nécessiteux, et de leur fournir le repas le chabbat et les jours de fête; le Israelitischer Frauenverein (Association des femmes israélites), fondée en 1889, sous la direction de Mme R. Heymann de 1924 à 1932, avec 75 à 85 membres, et chargée de l'assistance aux nécessiteux; le Israelitischer Männerverein (Chevra) (Association des hommes israélites), société du dernier devoir, dirigée en 1932 par Hermann Goldschmidt, dont le but est d'assister les personnes en deuil; la Kinderhort (crêche) dirigée en 1924 par Siegfried Lomnitz.  
En 1932, le président de la communauté est Adolf Leopold aidé par un comité directeur composé de 6 personnes. En 1931/1932, 24 élèves suivent les cours de religion enseignée par Julius Isaak.

### La période nazie
En 1933, lors de l'arrivée au pouvoir des nazis, 244 habitants juifs vivent à Limburg, soit 2,0 % des 12 007 habitants. Dans les années qui suivent, en raison du boycott économique, de la privation de leurs droits civiques et des représailles, la majorité d'entre eux quittent la ville, soit émigrant à l'étranger, soit s'installant dans les grandes villes allemandes, principalement à Francfort, où ils se sentent plus en sécurité. Parmi ceux qui émigrent, 30 partent vers les États-Unis, 19 en Angleterre, huit en Palestine, cinq en Amérique du Sud ou centrale, neuf en Hollande, quatre en Belgique et un vers le Danemark et le Luxembourg. En avril 1937, il reste encore 154 Juifs en ville, en décembre 1938, ils ne sont plus que 86 et en septembre 1939, on ne compte plus que 8 habitants juifs dans la ville.
Lors de la nuit de Cristal, du 9 au 10 novembre 1938, la synagogue est complètement incendiée par le Sturmbann SS 11/78. Six des derniers commerces appartenant à des Juifs sont pillés et détruits par les SS et les nazis de Limburg.
Les derniers habitants juifs sont déportés en 1941 et 1942, puis ce sera le tour des Mischehe, nés d'un couple mixte juif et aryen. Le 10 juillet 1942, il n'y a plus aucun Juif dans la ville de Limburg et dans l'arrondissement. 
Le mémorial de Yad Vashem de Jérusalem et le Gedenkbuch - Opfer der Verfolgung der Juden unter der nationalsozialistischen Gewaltherrschaft in Deutschland 1933-1945 (Livre commémoratif – Victimes des persécutions des Juifs sous la dictature nazie en Allemagne 1933-1945) répertorient 56 habitants nés, ou ayant vécu longtemps à Limburg parmi les victimes juives du nazisme. On doit rajouter 3 victimes à Dehrn et une à Staffel, villes dont les habitants juifs étaient rattachés à la communauté juive de Limburg.

### L'après-guerre
Depuis 1998 une communauté juive existe de nouveau à Limburg, Cette communauté de d'environ 200 membres en 2009 est composé presque exclusivement d'immigrants russes. En février 2009, une nouvelle synagogue a été inaugurée.

## Histoire de la synagogue

### Le Moyen Âge
Une synagogue ou maison de culte juif, située près du monastère Bethlehem ou dans la partie inférieure de la Judengasse, est mentionnée dès le XIIIe siècle, et plusieurs fois au début du XIVe siècle.

### L'ancienne chapelle

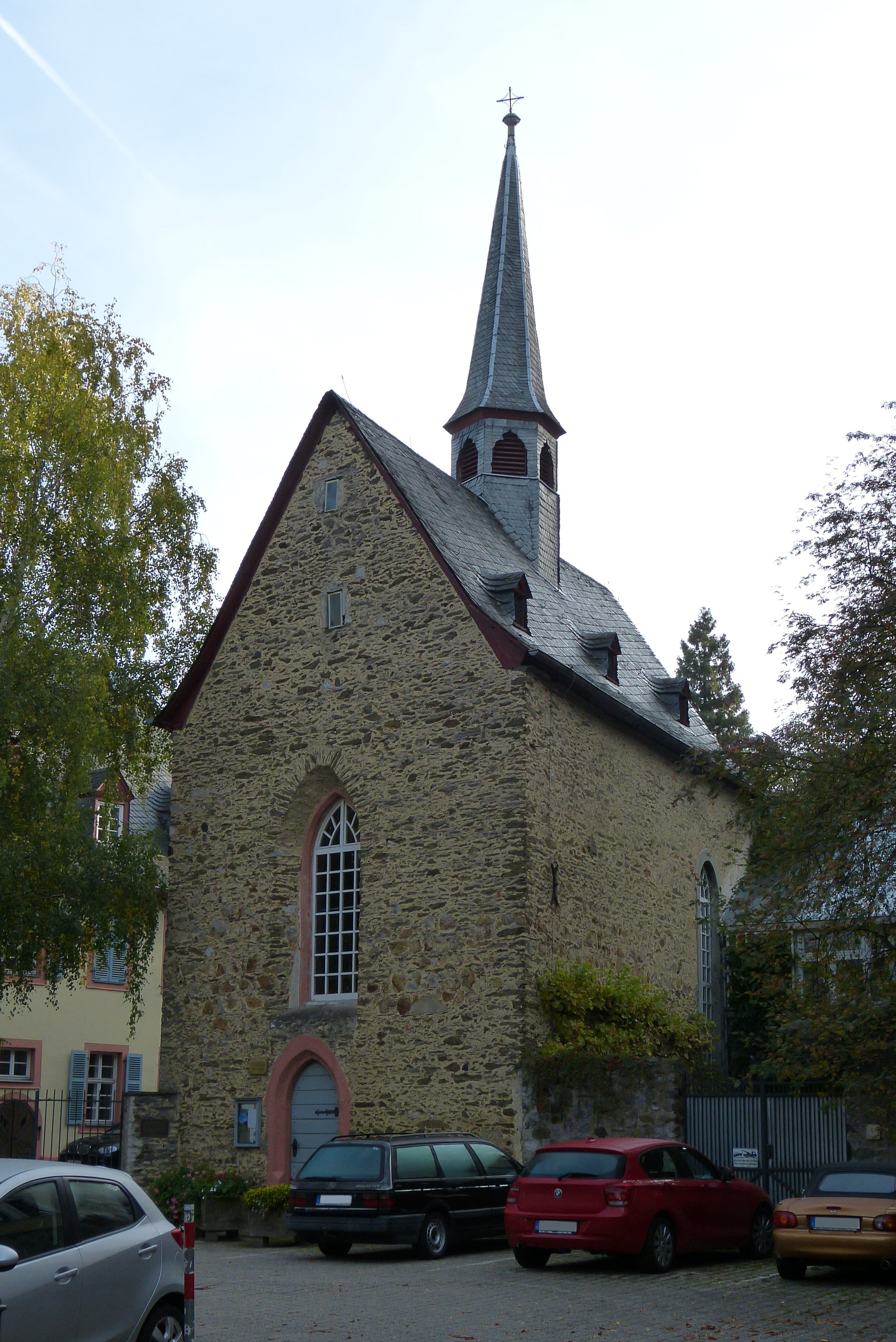
L'ancienne chapelle devenue synagogue de 1867 à 1903 – état actuel

Au XVIIIe siècle et jusqu'au milieu du XIXe siècle, des salles de prière sont installées dans des maisons juives ou dans d'autres bâtiments pour la pratique du culte.
En 1867, la communauté juive a la possibilité d'acheter l'ancienne chapelle du monastère cistercien d'Eberbach située à Limburg. Après la dissolution du monastère cistercien, la chapelle servit pendant un certain temps comme entrepôt, puis comme église de la communauté protestante évangélique de Limbourg de 1831 à 1866. Après sa transformation en synagogue, le bâtiment put accueillir 80 personnes: 
« Il n'y a pas que le destin des gens qui est soumis à de multiples transformations, mais souvent aussi celui des objets inanimés. Ici existait à l'origine une chapelle catholique romaine, qui est tombée en désuétude et qui a été utilisée en entrepôt de sel. Comme une petite communauté protestante s'est installée ici, cette ancienne chapelle catholique a retrouvé sa finalité religieuse. Au fil du temps, la communauté protestante s'est agrandie et a dû construire une nouvelle église plus importante, et la chapelle s'est retrouvée de nouveau vide. Maintenant, la communauté juive a l'intention d'acheter la chapelle précitée et de la transformer en synagogue. »
Le cas de Limburg n'est pas unique. Dans le courant du XIXe siècle, plusieurs anciennes églises ont été converties en synagogue. Entre autres à Cobourg en Bavière dans le district de Haute-Franconie, la communauté juive achète, en 1873, l'église Saint-Nicolas pour la transformer en synagogue.

### La nouvelle synagogue
Très rapidement, cette synagogue devient trop petite, surtout pour les offices lors des fêtes. Dès le début des années 1890, la communauté envisage la construction d'une synagogue plus importante. Une association est fondée pour récolter de l'argent par des tombolas, des pièces de théâtre et d'autres activités. La communauté envisage aussi, dès 1896, d'emprunter entre 40 et 50 000 goldmarks contre des cautions solvables.
Entre les premières discussions concernant une nouvelle synagogue et sa réalisation, dix ans vont s'écouler. La synagogue est construite au 27 Untere Schiede, selon les plans de l'architecte Wilhelm Spahr de Marbourg et inaugurée le samedi 5 septembre 1903, lors d'une grande fête. Elle possède 201 places assises pour les hommes et à l'étage 104 pour les femmes. La communauté étant orthodoxe, aucun emplacement n'est prévu pour y installer un orgue. Au-dessus du portail d'entrée, est inscrit en hébreu le psaume 118: « Voici la porte de l’Éternel; C’est par elle qu’entrent les justes ». À droite du bâtiment de la synagogue, se trouve le Mikve (bain rituel). Celui-ci a été financé par le président de la communauté, Jakob Meyer.

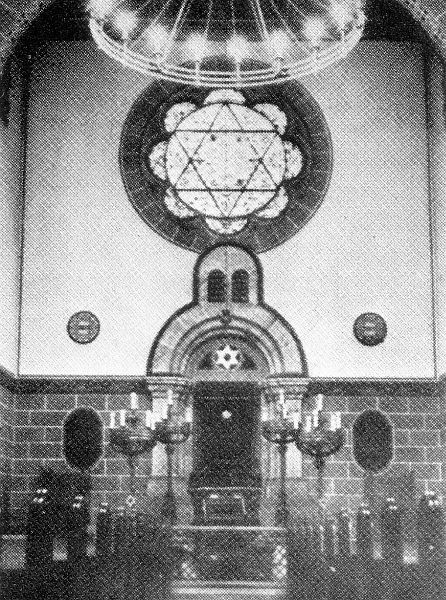
L'intérieur de la nouvelle synagogue

La presse israélite allemande,, raconte en détail l'évènement: 
« Hier et aujourd'hui, la communauté juive locale [de Limburg] a célébré l'ouverture de leur nouvelle synagogue. Après quelques mots d’adieu du rabbin Dr Weingarten d’Ems à l’ancienne chapelle, l’imposante procession se mit en route menée par les jeunes filles habillées en blanc, les enfants des écoles, le clergé [israélite], le chœur de la synagogue, l’architecte et l’entrepreneur. Sous un dais, entouré de jeunes filles portant des couronnes, marchaient les porteurs de Torah, suivis par un grand nombre de participants à la fête, locaux et étrangers. Dans la procession, on remarquait entre autres, le conseiller gouvernemental privé  Rabe, le major et commandant du district Hasse, le premier procureur général Settegast (connu pour le procès de Könitz), le pasteur Obenaus, le bourgmestre Kauter et tous les membres du conseil municipal, les citoyens d’honneur et l’ancien bourgmestre Schlick, le président du conseil municipal Brand, etc.
Arrivée au portail de la nouvelle synagogue, la porteuse de clef remit la clef à M. l’architecte Spahr de Marbourg, lequel la remit à M. le bourgmestre Kauter, et ce dernier à M. le rabbin de district Dr Weingarten, avec le vœu que la nouvelle maison de Dieu puisse prospérer pour la bénédiction et le bénéfice de la communauté locale, de la ville et de la nation tout entière.
Après l’entrée dans la synagogue, retentit le « Béni soit celui qui vient… »    
. Puis l’excellente chorale a chanté de façon magistrale : « Wie herrlich und lieblich sind deine Zelte Jakob »(Qu’elles sont belles, tes tentes, ô Jacob !). Après, le Dr Weingarten a allumé la lampe éternelle, puis dans un discours de près d'une heure et demie, parfaitement en forme et murement réfléchi, le Dr Weingarten a développé le sujet, que le lieu de culte était autrefois nommé par les patriarches, montagne, champs et maison. Ensuite, le Dr Weingarten a exhorté à respecter et honorer aussi les non-Juifs, car nous suivons tous un seul but, celui de glorifier Dieu. Le Dr Weingarten termina par une prière pour l'empereur et la maison impériale, laissant à tous les participants une impression grandiose et sublime par son talent oratoire. La fête officielle se termina par l'hymne 'Die Himmel rühmen des Ewigen Ehre (Les cieux racontent la gloire de Dieu).
Après une demi-heure de pause, l'office du soir a commencé. Le chantre, Mr Weißmann de Francfort-sur-le-Main, à la demande de la communauté, a entonné un chant solo et surpris tout le monde avec sa voix sonore et mélodieuse qui était parfaitement mise en valeur dans la nouvelle maison de Dieu.
Le soir à 9 heures, un concert militaire a eu lieu dans le Preußischer Hof, avec un programme soigneusement sélectionné. Là, M. Lomnitz a accueilli les invités et tout spécialement les hôtes d'honneur et les représentants des autorités. M. le rabbin, Dr Weingarten, a porté un toast à l'empereur et les personnes présentes ont entonné l'hymne national. Puis le conseiller municipal Rosenthal a porté un toast à l'architecte, aux entrepreneurs et à la commission de construction, et M. le bourgmestre Kauter à la communauté israélite, M. le Dr Landau au comité des fêtes, M. Niclas au chœur et M. le président du conseil municipal Brand aux dames présentes…  »
Le samedi matin à 9 heures se déroule l'office du chabbat, et le soir à 21 heures, se tint un repas de fête dans l'ancienne poste. « Les citoyens ont concouru à accroitre l'ambiance festive en accrochant des drapeaux à leurs fenêtres. Les habitants de Limburg ont prouvé ainsi qu'ils vivent dans une ville de tolérance ».
La synagogue de Limburg ne restera le centre de la vie cultuelle et culturelle juive que pendant 35 ans. Lors de la nuit de cristal, du 9 au 10 novembre 1938, la synagogue est complètement incendiée par le Sturmbann SS 11/78. Les ruines sont déblayées et le terrain réaménagé. En 1981, une plaque commémorative est placée sur le site de l'ancienne synagogue.